# Мъглавит
Мъглавит, още Маглавит или Маглаик (на турски: Gökyaka, Гьокяка), е село в околия Малък Самоков, вилает Лозенград (Къркларели), Турция. Според оценки на Статистическия институт на Турция през 2018 г. населението на селото е 72 души.

## География
Селото се намира в историко–географската област Източна Тракия, в северните склонове на Странджа, в близост до българо-турската граница.

## История
През 19 век Мъглавит е българско село в Малкотърновска кааза на Османската империя. Според статистиката на професор Любомир Милетич в 1912 година в селото живеят 59 български екзархийски семейства или 278 души.
При потушаването на Илинденско-Преображенското въстание през 1903 година Мъглавит силно пострадва. Всичките 65 къщи са ограбени, а населението е избягало.
При избухването на Балканската война в 1912 година трима души от Мъглавит кьой са доброволци в Македоно-одринското опълчение.
Българското население на Мъглавит се изселва след Междусъюзническата война в 1913 година. Част от мъглавитчани се заселват в напуснатото от гръцките си жители село Кости.

## Личности
Родени в Мъглавит
- Андрей Стоянов (1887 – ?), македоно-одрински опълченец, 2 рота на Лозенградската партизанска дружина[5]
- Димитър Стоянов (1883 – ?), македоно-одрински опълченец, 2 рота на Лозенградската партизанска дружина[6]
- Желязко Стоянов Жеков или Каражеков, деец на ВМОРО от 1900 година, по време на Илинденско-Преображенското въстание е войвода на смъртната дружина в Маглаик и участва в нападението срещу турския гарнизон в Инджекьой.[7][8]
- Стоян Желязков (1888 – ?), македоно-одрински опълченец, 2 рота на Лозенградската партизанска дружина[9]